# Apatochernes antarcticus
Espèce
Synonymes
- Apatochernes pterodromae Beier, 1964

Apatochernes antarcticus est une espèce de pseudoscorpions de la famille des Chernetidae.

## Distribution
Cette espèce est endémique de Nouvelle-Zélande.

## Description
Les mâles mesurent de 2,1 à 2,2 mm et les femelles de 2,3 à 2,8 mm.

## Liste des sous-espèces
Selon Pseudoscorpions of the World (version 3.0) :
- Apatochernes antarcticus antarcticus Beier, 1964 des îles Campbell, îles Auckland, île Stewart/Rakiura et île du Sud
- Apatochernes antarcticus knoxi Beier, 1976 des îles Snares
- Apatochernes antarcticus pterodromae Beier, 1964 des îles Auckland et île Stewart/Rakiura

## Publications originales
- Beier, 1964 : Insects of Campbell Island. Pseudoscorpionidea. Pacific Insects Monographs, vol. 7, p. 116-120.
- Beier, 1964 : False scorpions (Pseudoscorpionidea) from the Auckland Islands. Pacific Insects Monographs, Supplement, 7, p. 628-629.
- Beier, 1976 : The pseudoscorpions of New Zealand, Norfolk, and Lord Howe. New Zealand Journal of Zoology, vol. 3, no 3, p. 199-246 (texte intégral).